# Cambridge (New Hampshire)
Cambridge ist der Name einer ehemaligen Town und jetzigen Township im Coös County des US-Bundesstaates New Hampshire in Neuengland. Dem US-Census von 2020 zufolge lebten hier 16 Einwohner in 11 Haushalten.

## Geographie

### Lage
Cambridge liegt im Osten des Countys auf 472 Metern Höhe an der Grenze zu Maine. Im Norden liegt Errol, im Osten Upton und North Oxford in Maine, Success und Milan im Süden und Dummer im Westen.

### Gewässer
Der Umbagog Lake im Nordosten sowie der Androscoggin River im Nordwesten sind die größten Gewässer, die Cambridge berühren. Weitere Fließgewässer sind Chickwalnepy Stream und Mollidgewock Brook. Zwei kleine Teiche heißen jeweils Mud Pond.

### Berge
Höchster Gipfel in Cambridge ist der Cambridge Black Mountain mit 2694 Fuß (821 Metern), gefolgt vom Little Cambridge Mountain mit 2195 Fuß (669 Metern) Höhe.

## Geschichte
Der Grant für Cambridge datiert auf den 19. Mai 1773 und umfasste 23.160 Acres, etwa 109 Hektar. Im gleichen Jahr wurden die Stadtrechte verliehen. Eine Besiedelung fand erst nach längerer Zeit statt. 1817 war das Gebiet noch unbewohnt, Zu dieser Zeit war die Straße von Colebrook nach Maine, die durch Cambridge führt, bereits etabliert. 1859 werden eine Schule, eine Mühle und 35 Einwohner genannt. Das Land wurde als uneben, dicht bewaldet und zur Bearbeitung geeignet beschrieben. Die Bevölkerungszahlen blieben gering, die Einwohner waren vorwiegend landwirtschaftlich tätig. 1880 wurden 36 davon gezählt. 1889 hatte Cambridge seine Stadtrechte wieder aufgegeben und galt als Township.
Von 1854 bis 1871 wurde Cambridge mit Errol von einem Repräsentanten in der Versammlung von New Hampshire vertreten. Eine genehmigte Bahnstrecke, die von Whitefield über Berlin nach Kanada führen und dabei durch Cambridge verlaufen sollte, wurde nur bis Berlin gebaut.

### Bevölkerungsentwicklung
| Volkszählungsergebnisse – Cambridge, New Hampshire | Volkszählungsergebnisse – Cambridge, New Hampshire | Volkszählungsergebnisse – Cambridge, New Hampshire | Volkszählungsergebnisse – Cambridge, New Hampshire | Volkszählungsergebnisse – Cambridge, New Hampshire | Volkszählungsergebnisse – Cambridge, New Hampshire | Volkszählungsergebnisse – Cambridge, New Hampshire | Volkszählungsergebnisse – Cambridge, New Hampshire | Volkszählungsergebnisse – Cambridge, New Hampshire | Volkszählungsergebnisse – Cambridge, New Hampshire | Volkszählungsergebnisse – Cambridge, New Hampshire |
| Jahr                                               | 1767                                               | 1773                                               | 1775                                               | 1783                                               | 1786                                               | 1790                                               | 1800                                               | 1817                                               | 1820                                               | 1830                                               |
| -------------------------------------------------- | -------------------------------------------------- | -------------------------------------------------- | -------------------------------------------------- | -------------------------------------------------- | -------------------------------------------------- | -------------------------------------------------- | -------------------------------------------------- | -------------------------------------------------- | -------------------------------------------------- | -------------------------------------------------- |
| Einwohner                                          |                                                    |                                                    |                                                    |                                                    |                                                    |                                                    |                                                    | 0                                                  |                                                    |                                                    |
| Jahr                                               | 1840                                               | 1850                                               | 1860                                               | 1870                                               | 1880                                               | 1890                                               | 1900                                               | 1910                                               | 1920                                               | 1930                                               |
| Einwohner                                          |                                                    | 35                                                 |                                                    |                                                    | 36                                                 |                                                    |                                                    | 5                                                  | 1                                                  | 1                                                  |
| Jahr                                               | 1940                                               | 1950                                               | 1960                                               | 1970                                               | 1980                                               | 1990                                               | 2000                                               | 2010                                               | 2020                                               | 2030                                               |
| Einwohner                                          | 0                                                  | 8                                                  | 0                                                  | 4                                                  | 5                                                  |                                                    |                                                    | 8                                                  | 16                                                 |                                                    |

Bei leeren Feldern liegt keine Angabe vor. Krumme Jahreszahlen entstammen nicht dem offiziellen Census.

## Verkehr
Die New Hampshire Routes NH-16 und NH-26 verlaufen auf kurzen Abschnitten im Gebiet von Cambridge. Die NH-26 verläuft von Colebrook durch die Dixville Notch, die NH-16 von Portsmouth über Errol nach Maine.